# 제13회 서울 국제 만화 애니메이션 페스티벌
제13회 서울 국제 만화 애니메이션 페스티벌은 2009년 7월 22일에 열린 시상식이다.

## 수상 및 후보

### 장편 - 그랑프리
- 켈스의 비밀 - 톰 무어 외 1명 수상

### 장편 - 심사위원 특별상
- 블루스를 부르는 시타 - 니나 페일리 수상

### 일반단편 - 그랑프리
- 무토 - 블루 수상

### 일반단편 - 우수상
- 먼지 아이 - 정유미 수상

### 일반단편 - 심사위원 특별상
- 너무 가까운 - 레미 뒤랭 수상
- 스웨덴 여인 - 니콜라 리구오리 수상

### 일반단편 - 관객상
- 고양이 입속으로 뛰어들다 - 최진성 수상

### 학생단편 - 우수상
- 고향 - 주안 디 디오스 마르필 아티엔자 수상

### 학생단편 - 심사위원 특별상
- 산책가 - 김영근 수상

### 학생단편 - 롯데시네마 대상
- 유리병 - 이윤희 수상

### TV & 커미션드 - 심사위원 특별상
- 한밤의 손님 - 율리아 루디츠카야 수상
- 다시 만난 내 친구 - 필립 헌트 수상

### 인터넷 애니메이션 - 싸이월드 우수상
- 로그 잼 - 알렉세이 알렉세예프 수상

### 인터넷 애니메이션 - 네티즌 초이스
- 축복받은 기계 III - 호시에 말리스 수상

### 인터넷 애니메이션 - 심사위원 특별상
- 홍범석 '나의 신부가 되어주세요' - 정지숙 수상